# Victor Jaclard
Victor Jaclard (Metz, 18 dicembre 1840 – Parigi, 14 aprile 1903) è stato un politico francese.
Medico, professore di matematica, rivoluzionario blanquista, membro della Prima e della Seconda Internazionale, partecipò alla Comune di Parigi.

## Biografia
Figlio di un artigiano sellaio di Metz, studiò fino a ottenere una laurea in matematica e una in medicina. Insegnò matematica e nel 1864 si trasferì a Parigi per studiare farmacologia. Entrato in contatto con gruppi blanquisti, nel 1865 partecipò alla riuscita evasione di Blanqui dal Belgio. Per aver tenuto al Congresso internazionale studentesco di Liegi, alla fine di ottobre 1865, un discorso che esaltava il materialismo e il socialismo, il Consiglio accademico francese lo escluse per due anni dalla frequenza delle università francesi.

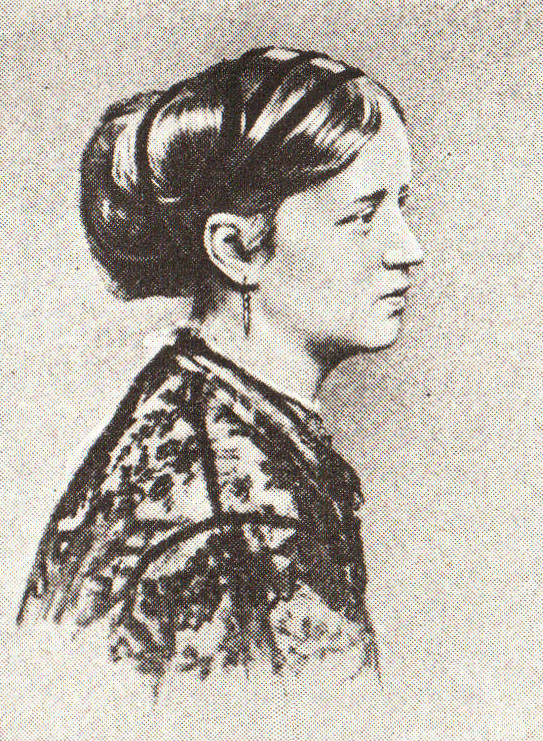
Anna Jaclard

Il 16 gennaio 1866, per aver partecipato a una manifestazione contro il regime bonapartista, Jaclard scontò una pena di sei mesi di carcere. Alla sua liberazione, organizzò con Émile Duval, Émile Eudes, Gustave Genton ed Ernest Granger, i primi gruppi blanquisti combattenti. Trasferitosi a Ginevra, conobbe e sposò nel 1867 Anna Vasil'evna Korvin-Krukovskaja (1843-1887), socialista rivoluzionaria e femminista russa, sorella della matematica Sof'ja Vasil'evna Kovalevskaja. Il 28 ottobre 1868 Jaclard fu tra i fondatori, con Michail Bakunin, dell'Alleanza internazionale di democrazia socialista.
Anna e Victor Jaclard tornarono a Parigi alla caduta del Secondo Impero. Membri della Prima Internazionale, s'impegnarono entrambi nel movimento rivoluzionario parigini. Victor fu comandante del 158º battaglione della Guardia nazionale e partecipò all'insurrezione del 31 ottobre. Vicesindaco del XVIII arrondissement, non fu però eletto nel febbraio 1871 all'Assemblea Nazionale.
Durante la Comune fu ispettore alle fortificazioni e nella Settimana di sangue combatté sulle barricate di Batignolles. Catturato dalle truppe di Thiers e imprigionato a Versailles, evase il 1º ottobre grazie all'aiuto del cognato. Fuggiti in Svizzera e poi a Londra, mentre la corte marziale di Versailles condannava in contumacia a morte l'uno e ai lavori forzati a vita l'altra, gli Jaclard furono ospiti di Marx.
Nel 1874 si trasferirono a San Pietroburgo, dove Victor insegnò francese in un ginnasio femminile ed entrò in contatto con i circoli populisti, mentre Anna collaborava ai giornali Slovo e Delo. Intervenuta l'amnistia nel 1880, tornarono in Francia e aderirono al Partito operaio francese di Jules Guesde e Paul Lafargue. Victor Jaclard divenne anche segretario di redazione de La Justice di Georges Clemenceau. Dopo la morte della moglie, avvenuta nel 1887, Jaclard si stabilì ad Alfortville, e fu consigliere comunale della cittadina.
Quando fu costituita la Seconda Internazionale, Jaclard fu delegato per la Francia ai congressi di Parigi del 1889, di Bruxelles, del 1891, e di Zurigo nel 1893. Fu anche segretario generale dell'Unione dei giornalisti socialisti.